# Gogo (langue)
Pour les articles homonymes, voir Gogo.
Le gogo est une langue bantoue parlée par la population gogo en Tanzanie.